# Årstad (Halland)
Årstad is een plaats in de gemeente Falkenberg in het landschap Halland en de provincie Hallands län. De plaats heeft 258 inwoners (2005) en een oppervlakte van 37 hectare.

## Verkeer en vervoer
Bij de plaats loopt de Länsväg 150.